# Chiyojo (cràter)
Chiyojo és un cràter d'impacte en el planeta Venus de 40,2 km de diàmetre. Porta el nom de Chiyo-ni (1703-1775), monja budista i poetessa japonesa, i el seu nom va ser aprovat per la Unió Astronòmica Internacional el 1991.